# Seio esfenoparietal
O seio esfenoparietal é um seio venoso da cabeça.